# Schoolrapport

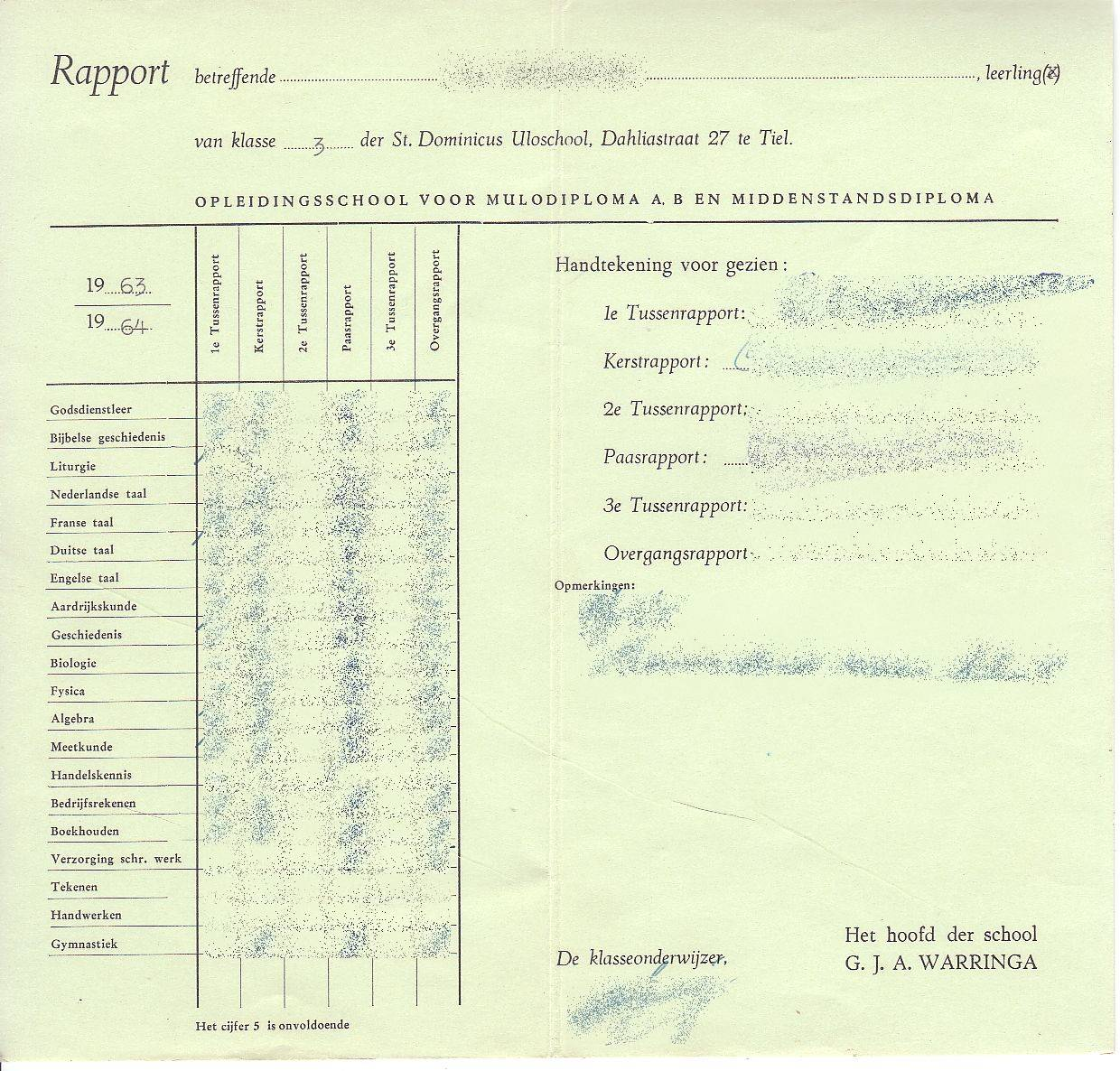
Schoolrapport van een MULO uit 1963

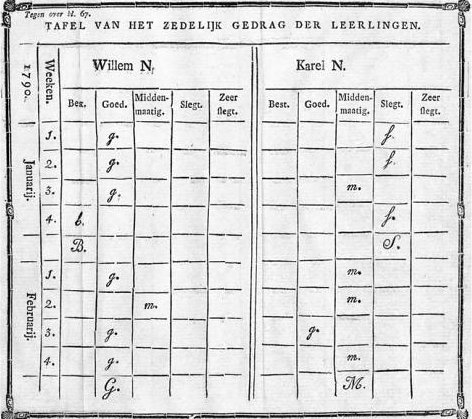
'Tafel van het zedelijk gedrag der leerlingen', gebaseerd op het door de Duitse pedagoog en onderwijsvernieuwer Johann Bernhard Basedow (1724-1790) ontwikkelde model om het goede en slechte gedrag van leerlingen vast te leggen, feitelijk het begin van het schoolrapport (oorspronkelijk afgedrukt in Verhandelingen uitgegeeven door de Nederlandsche Maatschappij: tot Nut van 't Algemeen, 1798)

Een schoolrapport is een overzicht van de prestaties van een leerling op school. Meestal wordt de prestatie voor een bepaald vak uitgedrukt in een (rapport) cijfer, soms ook met een beoordeling in woorden. Een rapportcijfer is meestal het al dan niet gewogen gemiddelde van de behaalde cijfers voor een vak.

## Nederland
Veelal bepalen de cijfers op het rapport of de leerling overgaat, doorstroomt naar een ander niveau of blijft zitten. Het is de bedoeling dat de ouders het rapport inzien en als bewijs daarvan een van hen zijn of haar handtekening onderaan het rapport zet, of, als de leerling niet meer minderjarig is, dat de leerling zelf zijn handtekening eronder zet.
Rapportcijfers worden meestal bepaald door de gemiddelden te nemen van alle schriftelijke overhoringen en proefwerken, waarbij een proefwerk vaak dubbel meetelt. Ook kunnen spreekbeurten en practica worden meegewogen. Het is wettelijk vastgelegd dat deze beoordelingscijfers minimaal 1 en maximaal 10 moeten zijn, een nul kan dan ook officieel niet als beoordeling worden gegeven.
In de jaren voor de opkomst van digitale platforms werden leerlingen in het voortgezet onderwijs in Nederland voornamelijk beoordeeld door middel van handmatige systemen. Docenten hebben cijfers genoteerd in schriftelijke cijferlijsten of in persoonlijke agenda's van leerlingen. In de meeste gevallen werden rapporten per jaar uitgedeeld, met een overzicht van de prestaties van een leerling in verschillende vakken. Op ouderavonden of schriftelijke correspondentie werden ouders geïnformeerd over de vorderingen van hun kinderen. In de jaren 2000 begon digitalisering ook het onderwijs te veranderen. 
In de jaren negentig kwamen er platforms zoals Magister en later ook Somtoday en Itslearning, waarop cijfers en andere gegevens digitaal konden worden bijgehouden en gedeeld. Deze technologie maakte het mogelijk voor zowel leerlingen als ouders om in real-time prestaties te volgen. Als je wachtte op een rapport, kon je je cijfers meteen bekijken zodra de docent ze had ingevoerd.
Deze digitale platforms zorgden ervoor dat de communicatie tussen school, leerlingen en ouders aanzienlijk verbeterde, maar ze brachten ook uitdagingen met zich mee. Wanneer cijfers zichtbaar waren, voelden leerlingen zich meer druk, en sommige ouders gingen zich meer bemoeien met de dagelijkse resultaten van hun kinderen, wat soms spanningen veroorzaakte. Deze systemen hebben een belangrijke bijdrage geleverd aan het moderniseren van het beoordelingsproces in het Nederlandse onderwijs.
Een schoolrapport wordt meestal gegeven aan het einde van een leerperiode. Op basisscholen wordt meestal drie keer per jaar een schoolrapport gegeven: tegen Kerst, met Pasen en aan het eind van het schooljaar. Op middelbare scholen wordt vier keer per jaar een schoolrapport gegeven, rond de herfstvakantie, tegen Kerst, met Pasen en aan het eind van het schooljaar. Het schoolrapport dat met Pasen wordt gegeven geldt dan als "tussenrapport" en geeft aan hoe de leerling ervoor staat voor het laatste deel van het leerjaar. Op deze manier weten de leerlingen welke vakken in deze periode nog extra aandacht moeten krijgen om alsnog over te kunnen gaan naar een volgend leerjaar. Soms wordt in een schoolrapport ook het gemiddelde van de cijfers van alle vakken gegeven, om inzicht te krijgen in de prestaties. Dit gemiddelde kan ook gewogen zijn in de zin dat bepaalde vakken zwaarder meetellen dan andere. Sommige scholen hanteren zelfs een rekenkundig model waarin vakken verschillende wegingen hebben en bovendien onvoldoendes 'strafpunten' opleveren.
De cijfers op het schoolrapport hebben de volgende betekenis:
| Cijfer | Omschrijving     |
| ------ | ---------------- |
| 10     | Uitmuntend       |
| 9      | Zeer goed        |
| 8      | Goed             |
| 7      | Ruim voldoende   |
| 6      | Voldoende        |
| 5      | Matig / Zwak     |
| 4      | Onvoldoende      |
| 3      | Ruim onvoldoende |
| 2      | Slecht           |
| 1      | Zeer slecht      |
Het cijfer 5 en lager geldt als een onvoldoende. Op sommige scholen worden ook halve cijfers gegeven en + en - cijfers.
Op de lagere school werden vroeger ook cijfers gegeven voor gedrag en vlijt.

## België
In België gebruikt men min of meer hetzelfde puntensysteem als in Nederland.
| Cijfer | Omschrijving         |
| ------ | -------------------- |
| 10     | Uitmuntend           |
| 9      | Zeer goed            |
| 8      | Goed                 |
| 7      | Vrij goed            |
| 6      | Matig/ bijna goed    |
| 5      | Net (geen) voldoende |
| <5     | Onvoldoende          |
Op sommige scholen is een 5 al een voldoende. Het laagste cijfer dat een leerkracht kan geven is een 0. Sommige leerkrachten geven geen 10 als gemiddelde omdat een prestatie nooit 'perfect' kan zijn. Bij sommige rapporten worden de resultaten in procenten gegeven. Hier is 100% de hoogste score die men kan halen, onder de 50% heeft men onvoldoende. Op schoolrapporten staan naast cijfers vaak ook commentaren van de leerkracht(en). Bij oudercontacten wordt het rapport aan de ouders van de leerling gegeven. Zo weet een leerling waar hij/zij goed in is en waar men eventueel problemen mee heeft. Lagere cijfers kunnen een gevolg zijn van problemen op school, waaronder onderpresteren, leerproblemen, faalangst, verkeerde studiekeuze, te weinig motivatie, pesterijen en spijbelen. Onderpresteren is vaak zelfbescherming van de leerling(e), om niet buiten de groep van hun 'peers' (= medeleerlingen / gelijken) te vallen. De eindresultaten bepalen of een leerling mag overgaan naar het volgende leerjaar of moet zittenblijven.

## Duitsland
In Duitsland wordt een waardering van 1 tot en met 6 gegeven, waarbij 1 staat voor de beste prestatie, en 5 en 6 onvoldoendes zijn. Aan de cijfers worden de volgende betekenissen toegekend:
| Cijfer | Omschrijving | Vertaling     |
| ------ | ------------ | ------------- |
| 1      | sehr gut     | zeer goed     |
| 2      | gut          | goed          |
| 3      | befriedigend | bevredigend   |
| 4      | ausreichend  | voldoende     |
| 5      | mangelhaft   | onvoldoende   |
| 6      | ungenügend   | onbevredigend |
Hoe cijfers er precies uitzien, verschilt per Bundesland. In sommige deelstaten kunnen cijfers bijvoorbeeld met + en - verhoogd of verlaagd worden.

## Oostenrijk en Zwitserland
In Oostenrijk en Zwitserland wordt een waardering tussen 1 (zeer goed) en 5 (onvoldoende) gegeven.
1= zeer goed
2= goed
3= bevredigend
4= voldoende
5= onvoldoende

## Verenigde Staten van Amerika
In de VS wordt een waardering tussen A+ (uitstekend) en F (zwaar onvoldoende) gegeven, hoewel men de individuele test vaak wel in een percentage van 0-100 uitdrukt. De letters worden op hun beurt weer omgezet in grade points op een schaal van 1-4. Er zijn variaties, maar vaak wordt het volgende systeem gehanteerd:
| percentage | letter | betekenis                           | grade points |
| ---------- | ------ | ----------------------------------- | ------------ |
| 97-100     | A+     | uitstekend                          | 4.00         |
| 93-97      | A      | goed                                |              |
| 90-93      | A-     | iets minder goed                    |              |
| 87-90      | B+     |                                     |              |
| 83-87      | B      | redelijk                            | 3.00         |
| 80-83      | B-     |                                     |              |
| 77-80      | C+     |                                     |              |
| 73-77      | C      | voor sommige klassen niet voldoende | 2.00         |
| 70-73      | C-     |                                     |              |
| 67-70      | D+     |                                     |              |
| 63-67      | D      | meestal onvoldoende beschouwd       | 1.00         |
| 60-63      | D-     |                                     |              |
| <60        | F      | zwaar onvoldoende                   | 0.00         |

## Frankrijk
Het Franse schoolsysteem kent cijfers van 0 tot en met 20. Hierbij geldt meestal dat onvoldoendes nog kunnen worden gecompenseerd met goede cijfers voor andere vakken (ook op de universiteit).
| Cijfer   | Omschrijving                                                                       |
| -------- | ---------------------------------------------------------------------------------- |
| 18 - 20  | Uitstekend                                                                         |
| 16 en 17 | Zeer goed                                                                          |
| 14 en 15 | Goed                                                                               |
| 12 en 13 | Ruim voldoende                                                                     |
| 10 en 11 | Net voldoende                                                                      |
| 8 en 9   | Twijfelachtig, maar kan met goede cijfers voor andere vakken gecompenseerd worden. |
| 0 - 7    | Onvoldoende, maar kan met goede cijfers voor andere vakken gecompenseerd worden.   |